# Jack McClelland
Jack Lee McClelland (19 aprile 1951 – 17 agosto 2025) è stato un giocatore di poker e dirigente sportivo statunitense.
È stato il direttore delle WSOP nel corso degli anni ottanta e manager della sala da poker del Bellagio dal 2002 al 2013. Ha organizzato tornei in varie parti del mondo fra cui Aruba, Cipro, Londra, Vienna e in Russia.
Per il suo contributo al mondo pokeristico, nel 2014 è stato inserito fra i membri del Poker Hall of Fame. 